# HD 220929
HD 220929 är en orange jätte i Bildhuggarens stjärnbild.
Stjärnan har visuell magnitud +6,34 och befinner sig därför på gränsen för vad som går att se synlig för blotta ögat vid god seeing.